# Celaya Fútbol Club "B"
El Celaya Fútbol Club "B" es un equipo de fútbol de México. Es filial del Celaya Fútbol Club y participa en el Grupo 1 de la Serie B de la Segunda División de México. Juega sus partidos de local en el Estadio Miguel Alemán Valdés.

## Historia
El equipo nació en 2008 con la intención de que los futbolistas de las fuerzas básicas adquieran experiencia y desarrollaran sus habilidades para poder llegar al primer equipo. El 7 de septiembre de 2008 disputó su primer partido oficial en la Tercera División de México contra Atlético Bajío, con resultado favorable para Celaya por marcador de 2-0.
Tras tener una buena temporada el periodo 2012-13, en donde se llegó a las semifinales de la tercera división, los dueños adquieren una franquicia en la segunda división y entonces Celaya "B" empieza a participar en la Liga de Nuevos Talentos a partir del 2013. El equipo se mantuvo en esa liga hasta 2019, cuando la directiva decide dejar de participar en la ahora llamada Serie B, para potenciar la escuadra de Tercera División, sin embargo, se reservaron el derecho de reactivar la franquicia en un futuro.
En marzo de 2021 el Celaya y la Universidad Latina de México firmaron un convenio para establecer un equipo en la Serie A de México utilizando la franquicia que se encontraba congelada en esta categoría, el nuevo equipo fue llamado Lobos de la Universidad Latina de México y mantuvo la afiliación al Club Celaya, por lo que heredó en esencia las funciones del Celaya "B". En junio de 2025 el club universitario terminó con el convenio al adquirir su propia franquicia en la Serie A, esto para asegurar la presencia de un equipo profesional en la ciudad luego de que se bloqueara la venta de la franquicia del Celaya F. C. a un proyecto deportivo con sede en Veracruz.
En julio de 2025 la empresa propietaria del Celaya F. C. traspasó los derechos de nombre, escudo y participación deportiva de esta escuadra filial a un nuevo proyecto liderado por empresarios locales, con el objetivo de mantener la continuidad histórica del Club Celaya. Esto debido a que la franquicia participante en la Liga de Expansión fue congelada tras no poder venderse, lo que hacía que la continuidad histórica del club entrara en un periodo de incertidumbre debido a que el nuevo proyecto necesitaba de la anuencia de la directiva anterior para formalizar su participación profesional, tras la confirmación del acuerdo, el anterior filial del Celaya se convirtió en la escuadra principal del club de forma oficiosa.

## Temporadas
| Temporada     | División          | Posición                 |
| ------------- | ----------------- | ------------------------ |
| Apertura 2016 | 4.Segunda Serie B | 1.º Grupo II (Semifinal) |
| Clausura 2017 | 4.Segunda Serie B | 2o. Grupo II (Semifinal) |
| Apertura 2017 | 4.Segunda Serie B | 8o. Grupo I              |
| Clausura 2018 | 4.Segunda Serie B | 4o. Grupo I (Cuartos)    |
| 2018/2019     | 4.Segunda Serie B | 2o. (Cuartos)            |